# ARV1
ARV1 (англ. ARV1 homolog, fatty acid homeostasis modulator) – білок, який кодується однойменним геном, розташованим у людей на короткому плечі 1-ї хромосоми.  Довжина поліпептидного ланцюга білка становить 271 амінокислот, а молекулярна маса — 31 052.
| 10         |  | 20         |  | 30         |  | 40         |  | 50         |
| ---------- |  | ---------- |  | ---------- |  | ---------- |  | ---------- |
| MGNGGRSGLQ |  | QGKGNVDGVA |  | ATPTAASASC |  | QYRCIECNQE |  | AKELYRDYNH |
| GVLKITICKS |  | CQKPVDKYIE |  | YDPVIILINA |  | ILCKAQAYRH |  | ILFNTQINIH |
| GKLCIFCLLC |  | EAYLRWWQLQ |  | DSNQNTAPDD |  | LIRYAKEWDF |  | YRMFAIAALE |
| QTAYFIGIFT |  | FLWVERPMTA |  | KKKPNFILLL |  | KALLLSSYGK |  | LLLIPAVIWE |
| HDYTSVCLKL |  | IKVFVLTSNF |  | QAIRVTLNIN |  | RKLSFLAVLS |  | GLLLESIMVY |
| FFQSMEWDVG |  | SDYAIFKSQD |  | F          |  |            |  |            |

A: Аланін

C: Цистеїн

D: Аспарагінова кислота

E: Глутамінова кислота

F: Фенілаланін

G: Гліцин

H: Гістидин

I: Ізолейцин

K: Лізин

L: Лейцин

M: Метіонін

N: Аспарагін

P: Пролін

Q: Глутамін

R: Аргінін

S: Серин

T: Треонін

V: Валін

W: Триптофан

Задіяний у таких біологічних процесах як метаболізм ліпідів, транспорт, метаболізм холестеролу, транспорт ліпідів, метаболізм стероїдів, метаболізм стеролів. 
Локалізований у мембрані, ендоплазматичному ретикулумі.